# 薩帕鎮區 (內布拉斯加州哈倫縣)
薩帕鎮區（英語：Sappa Township）是位於美國內布拉斯加州哈倫縣的一個行政鎮區。

## 地方資料
薩帕鎮區的面積為93.28平方千米，當中陸地面積為93.16平方千米，而水域面積為0.12平方千米。根據2020年美國人口普查的數據，當地共有人口232人，而人口密度為每平方千米2.49人。